# Distretto di Kryvyj Rih
Il distretto di Kryvyj Rih (in ucraino Криворізький район?) è un distretto nell'oblast' di Dnipropetrovs'k in Ucraina. Il suo centro amministrativo è la città di Kryvyj Rih Ha una popolazione di 743 934 abitanti.

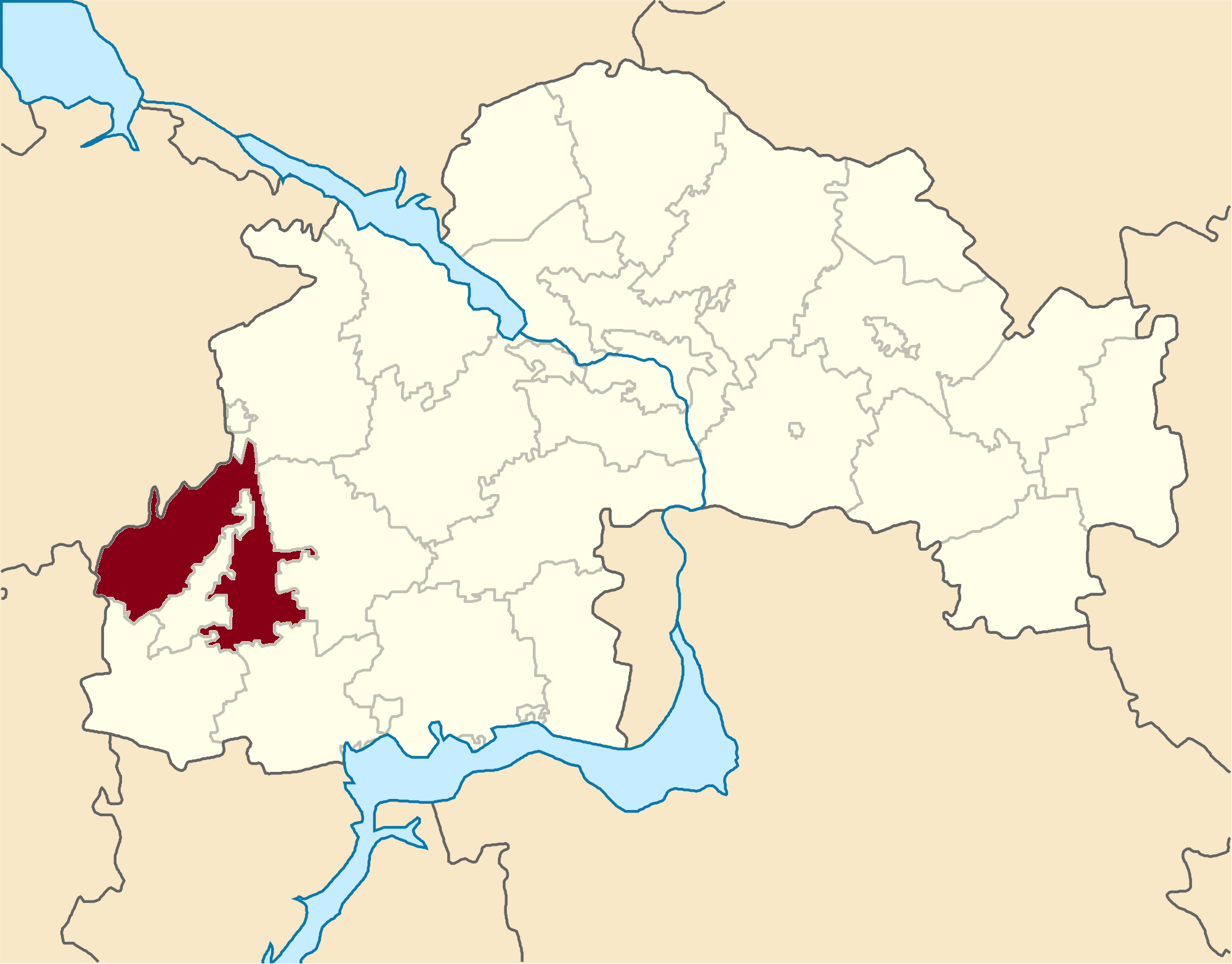
Territorio del distretto prima della riforma amministrativa del 2020

Il 18 luglio 2020, come parte della riforma amministrativa dell'Ucraina, il numero di distretti dell'oblast di Dnipropetrovs'k è stato ridotto a sette e l'area del distretto di Kryvyj Rih è stata notevolmente ampliata.